# Ameiva
Ameiva, är ett släkte av ödlor i familjen tejuödlor bland fjällbärande kräldjur.
Till sitt yttre liknar de europeiska ödlor av släktet Lacerta. De kännetecknas genom lång, smal och kluven tunga och genom sina två- eller trespetsade kindtänder. 32 arter lever i det tropiska Amerika.
Hos flera arter har hannar och honor en avvikande färg.
Utbredningsområdets norra gräns ligger i södra Mexiko och flera arter finns på olika öar i Karibien. Dessa ödlor äter ryggradslösa djur, små ryggradsdjur och frukter.Några arter äter endast ryggradslösa djur. Exemplarens revir överlappar vid gränsen varandra. Den centrala delen försvaras mot artfränder. Några arter vilar i underjordiska hålor. Honor lägger ägg. Hos ingen art lägger flera honor sina ägg på samma plats och äggen samt ungarna vårdas inte. Flera arter introducerades på andra öar i regionen.

## Arter
- Ameiva anomala
- Ameiva auberi
- Ameiva auberifelis
- Ameiva auberifocalis
- Ameiva cineracea
- Ameiva corax
- Ameiva corvina
- Ameiva dorsalis
- Ameiva erythrocephala
- Ameiva fuscata
- Ameiva griswoldi
- Ameiva leberi
- Ameiva lineolaia
- Ameiva lineolata
- Ameiva major
- Ameiva maynardi
- Ameiva niceforoi
- Ameiva orcesi
- Ameiva pluvianotata
- Ameiva taeniura
- Ameiva wetmorei

IUCN listar endast ett fåtal arter som starkt hotad (EN) eller nära hotad (NT) och de flesta som livskraftiga (LC).